# Nychiodes opulenta
Nychiodes opulenta là một loài bướm đêm trong họ Geometridae.